# Joseph Saunders
Joseph Saunders, po polsku: Józef Saunders (ur. 1773 w Londynie, zm. 1 stycznia 1845 lub 1854 w Krzemieńcu) – angielski rytownik, ilustrator, publicysta i profesor historii sztuki na cesarskim Uniwersytecie Wileńskim. Po pobycie w stolicy Imperium Rosyjskiego osiadły był przez długi okres na terenie Litwy, Polski, Ukrainy.

## Życiorys
Przyjechał początkowo jako wykwalifikowany fachowiec do Petersburga między 1794 a 1796 r. na zaproszenie ówczesnego rosyjskiego ambasadora w Wielkiej Brytanii, Siemiona Woroncowa. Zatrudniony był jako „rytownik historycznych dzieł” w Ermitażu. W 1800 r. został wybrany jako członek Akademii Sztuk Pięknych w Petersburgu. Pracował nad wieloma portretami, m.in. cesarza Pawła. Współpracował z szeregiem pisarzy nad produkcją wydań literackich.

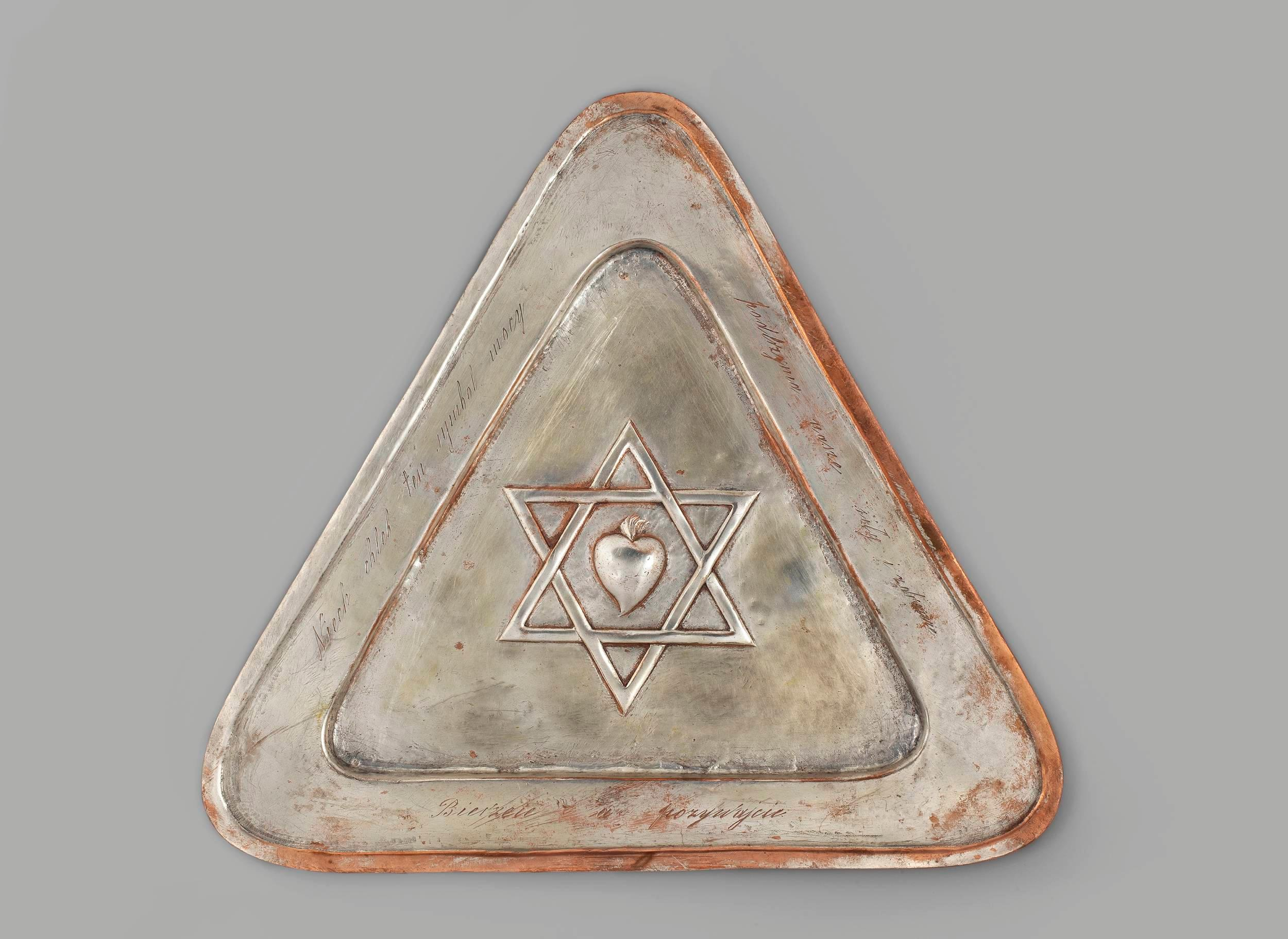
Patera na chleb loży masońskiej „Gorliwy Litwin”

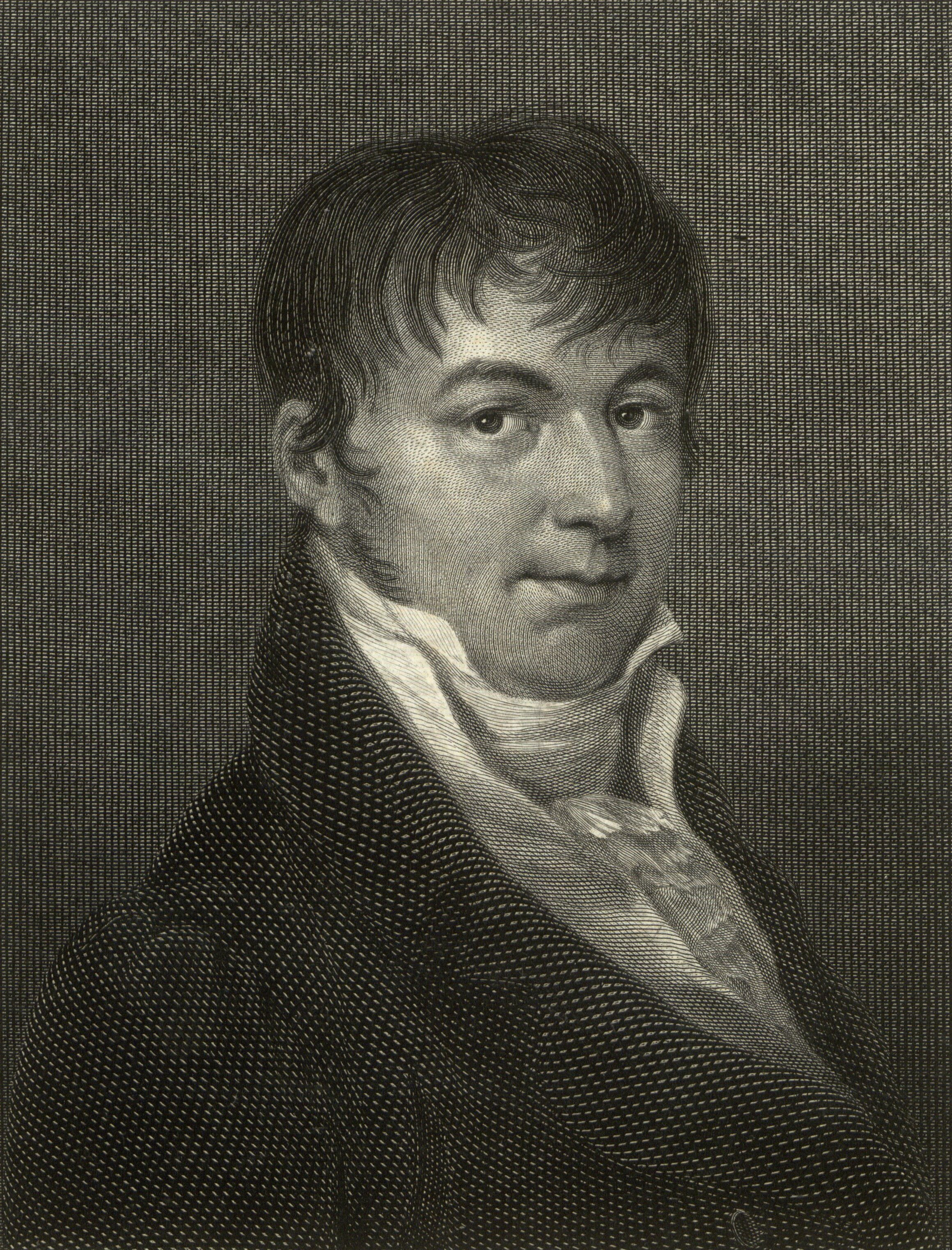
Professor Jan Niszkowski, według portretu Jana Rustema

W 1810 z inicjatywy ks. Adama Czartoryskiego objął katedrę sztuk pięknych na Uniwersytecie wileńskim po śmierci Franciszka Smuglewicza. Rozwinął pedagogikę plastyczną na uczelni włączając kursy na tematy literackie i wykładając w języku francuskim. Należał do loży wolnomularskiej, „Gorliwy Litwin”. Przyjaźnił się np. z Leonem Borowskim, z malarzem Rustemem i z chirurgiem Niszkowskim, których to portrety wykonał. W 1818 z powodów zdrowotnych wyjechał do Włoch, gdzie gościł u Michała Ogińskiego w Toskanii. Tam kontynuował zaniedbaną od kilku lat pracę rytowniczą, wykonując portrety m.in. Canovy, Alfierego oraz Bertel Thorvaldsena.
Przeszedł na emeryturę w 1821 r. Następne lata spędził w Odessie, Warszawie, ponownie we Włoszech, w Wilnie po śmierci syna, a na koniec w Krzemieńcu, gdzie zmarł i został pochowany na cmentarzu oo. Bazylianów.
W 1793 r. w Londynie poślubił Antoninę Zofię Reichel, córkę polsko-niemieckiego rytownika, Jana Jakuba Reichel. Mieli trójkę dzieci. Starsza córka, Antonina Sarah (1808–1858) wyszła za Leona hrabiego Krasickiego, herbu Rogala, jako jego druga żona.

## Twórczość
- Prace według Guido Reni, Petersburg w 1799 r.
- Portret cesarza Pawła I, pod tytułem, Paul Premier (Emperor of Russia) Petersburg w 1801 r. obecnie w brytyjskiej kolekcji królewskiej, „Royal Collection”[6].
- Praca o polskim malarzu barokowym, Czechowiczu[7].
- National Portrait Gallery w Londynie posiada 9 sztychów autorstwa „Joseph Saunders”, lecz datowanie ich podważa albo datę jego urodzenia albo chodzi tu o innego „Saunders-a”[8].